# Дејан Брђовић
Дејан Брђовић (Краљево, 21. фебруар 1966 — Београд, 21. децембар 2015) био је српски одбојкашки тренер и некадашњи капитен одбојкашке репрезентације СР Југославије, за коју је одиграо 300 утакмица. Са репрезентацијом освојио је бронзану медаљу на Летњим олимпијским играма 1996. одржаним у Атланти.
Ожењен, отац двоје деце, сина Алексе и кћерке Александре који су кренули очевим стопама.

## Играчка каријера
Прве одбојкашке кораке је направио у одбојкашком клубу „Жича“ који је тада био члан Прве српске лиге.
 После матичне „Жиче“ каријеру је наставио у Одбојкашком клубу Рибница, у коме је изградио своју играчку каријеру и стигао до дреса државног репрезентативца. Године 1984, одлучио се на прелазак у београдску Црвену звезду. Била је то највећа афера у историји југословенске одбојке, „црвено-бели“ су чак избачени у нижи степен такмичења. На челу са Дејаном Брђовићем, корифејом генерације, звезда је словила за екипу која је играла значајну улогу у шампионату Југославије. У сезони 1989/90, заузели су треће место у националном шампионату, 1991/92 друго и пехара победника Купа . Наступао је за тимове из Грчке и Италије. Играчку каријеру је завршио у дресу Радничког из Крагујевца 2006. године 

## Тренерска каријера
Брђовић је тренерску каријеру започео у Радничком из Крагујевца са којим је у сезони 2006/07. освојио прво место у лигашком делу шампионата и стигао до финала домаћег плеј-офа и полуфинала Купа Србије . После Радничког из Крагујевца, био је тренер женских клубова Асистела из Новаре и Баку Рабите из Азербејџана, а потом тренер женског одбојкашког клуба Визура Крајем 2009. године, преузео је функцију генералног директора Одбојкашког клуба „Рибница“ из Краљева. Прослављени репрезентативац имао је са матичним клубом уговор на две године, али се сарадња раскида годину дана раније
Као тренер:
- ОК Раднички - Крагујевац (2004 - 2007. год)
- ЖОК Асистел Новара - Италија (2008. год) - трећи у Лиги шампиона [тражи се извор]
- ЖОК Баку Рабита из Азербејџана
- Женски одбојкашки клуб Визура[11]
- Генерални директор ОК „Рибница“ - Краљево[5]
- ЖОК Баку Рабита из Азербејџана[12][13]